# FSCN1
FSCN1‏ (Fascin actin-bundling protein 1) هوَ بروتين يُشَفر بواسطة جين FSCN1 في الإنسان.